# Papa Aleksandar
Ukupno su bila sedmorica papa imena Aleksandar:
- Aleksandar I. (105.? – 115.?)
- Aleksandar II. (1061. – 1073.)
- Aleksandar III. (1159. – 1181.)
- Aleksandar IV. (1254. – 1261.)
- Aleksandar VI. (1492. – 1503.)
- Aleksandar VII. (1655. – 1667.)
- Aleksandar VIII. (1689. – 1691.)

Postojao je i jedan protupapa ovog imena:
- Aleksandar V. (1409. – 1410.)